# Pridi Banomyong
Pridi Banomyong (thai: ปรีดี พนมยงค์) eller Laung Pradit Manutham (thai: หลวงประดิษฐ์มนูธรรม) (født 11. maj 1900, død 2. maj 1983) var en thailandsk jurist og politiker.
Pridi Banomyong stod i spidsen for landets overgang til konstitutionelt monarki i 1932 og var aktiv i modstanden mod de japanske besættelsesstyrker under 2. verdenskrig. Efter flere ministerposter blev han medlem af formynderskabsregeringen for den umyndige konge, Ananda Mahidol (Rama 8.), og fra marts til august 1946 var han Thailands premierminister.
1. ↑  Navnet er anført på engelsk og stammer fra Wikidata hvor navnet endnu ikke findes på dansk.